# Wilfried Van Durme
Wilfried Van Durme (Petegem, 24 juni 1931 – Eeklo, 11 oktober 2015) was een Belgisch politicus voor Agalev en Groen.

## Levensloop
Van Durme volgde een opleiding tot maatschappelijk assistent. Hij werd studiemeester aan het Provinciaal Technisch Instituut in Eeklo en was een van de grondleggers van de groene beweging en van de politieke partij Agalev, voorloper van Groen. Hij was een tijdlang hoofdredacteur van De Groenen en later van EcoGroen nadat De Groenen het partijblad van Agalev geworden was.
Van juni 1983 tot oktober 1985 zat hij in de Oost-Vlaamse provincieraad. Hij was vervolgens van 1985 tot 1991 lid van de volksvertegenwoordiger voor het kiesarrondissement Gent-Eeklo. In de periode december 1985-november 1991 had hij als gevolg van het toen bestaande dubbelmandaat ook zitting in de Vlaamse Raad, de voorloper van het huidige Vlaams Parlement.
In de gemeentepolitiek was hij actief als gemeenteraadslid van Eeklo tijdens drie perioden: 1996-2000, 2001-2006 en 2010-2012. Hij werd er beslagen in hernieuwbare energie. Tevens was hij aldaar voorzitter van de Culturele Raad en van de raad van bestuur van het theater De Herbakker.